# Huang Shih-hsu
Huang Shih-hsu, auch Huang Shih-chun, (chinesisch 黃釋緒, Pinyin Huáng Shìxù; * 30. November 1975) ist eine taiwanische Gewichtheberin.

## Karriere
Shih-hsu erreichte bei den Weltmeisterschaften 2003 den vierten Platz in der Klasse bis 75 kg. 2004 nahm sie an den Olympischen Spielen 2004 in Athen teil, hatte aber keinen gültigen Versuch. Von 2006 bis 2008 war sie wegen eines Dopingverstoßes gesperrt. 2011 erreichte sie bei den Weltmeisterschaften in der Klasse bis 69 kg im Zweikampf den vierten Platz und gewann im Reißen Bronze. Bei den Asienmeisterschaften 2014 gewann sie die Goldmedaille. Im selben Jahr wurde sie bei den Olympischen Spielen in London Achte. 2014 gewann sie bei den Asienspielen Bronze.